# Ceramika Tubądzin
Ceramika Tubądzin ist der größte polnische Fliesenhersteller aus Ozorków, Woiwodschaft Łódź. Produktionswerke befinden sich in Tubądzin und Ozorków. Zum Oktober 2016 soll ein Sieradz ein drittes eröffnet werden.

## Geschichte
Im Jahr 2000 wurde in Ozorków ein modernes neues Werk errichtet. 2008 wurde der deutsche Fliesenhersteller Korzilius übernommen. 2016 soll das Unternehmen in drei Gesellschaften aufgeteilt werden.

Bilder von der Produktion in Ozorków
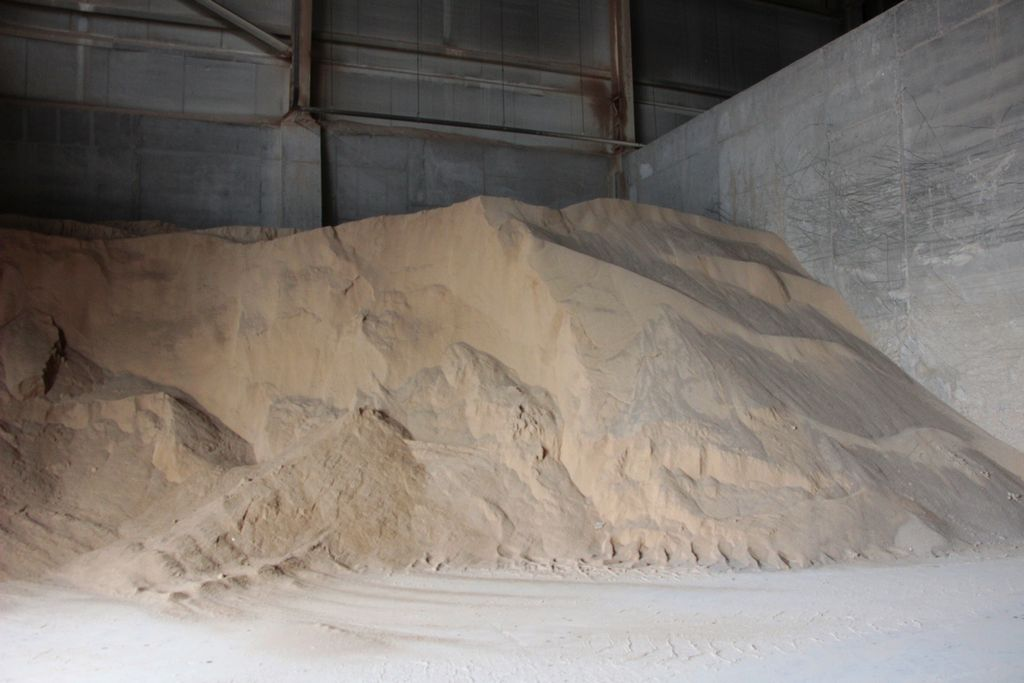
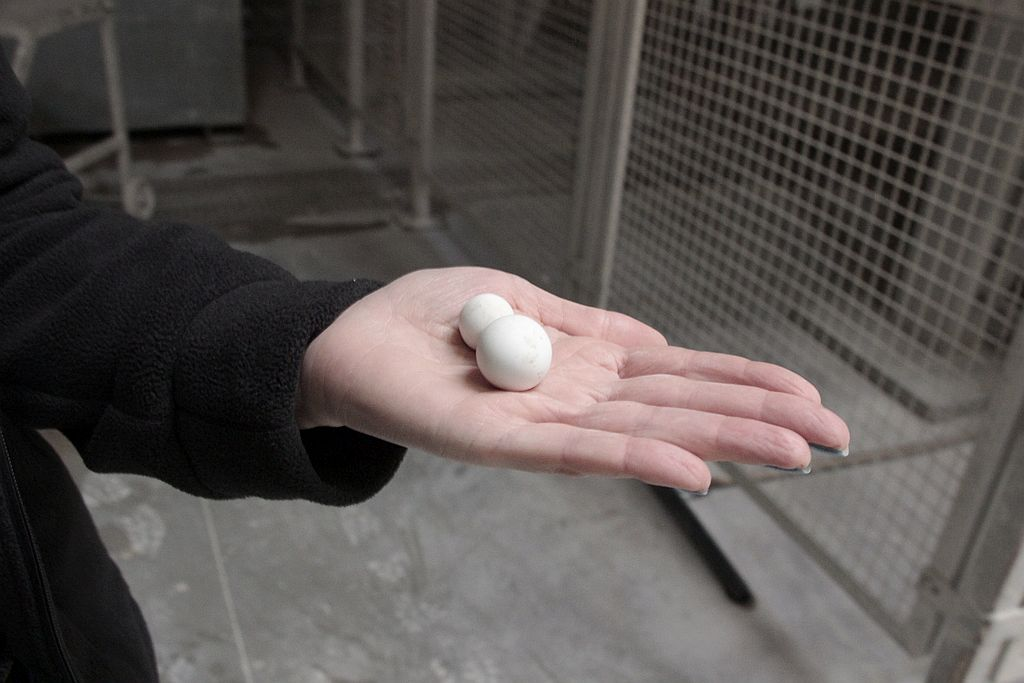
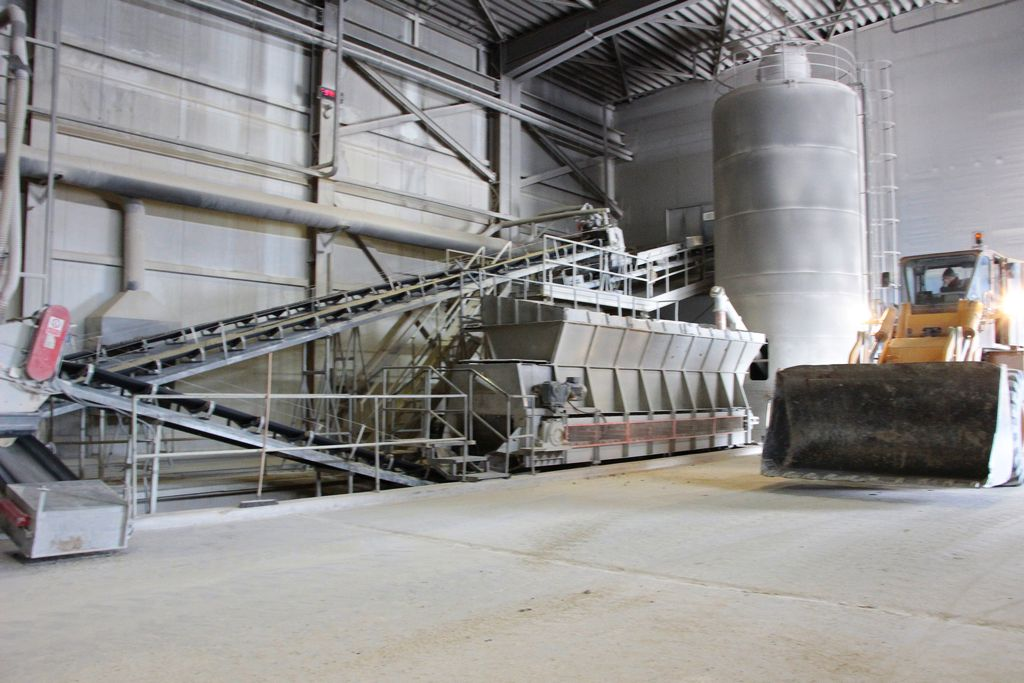
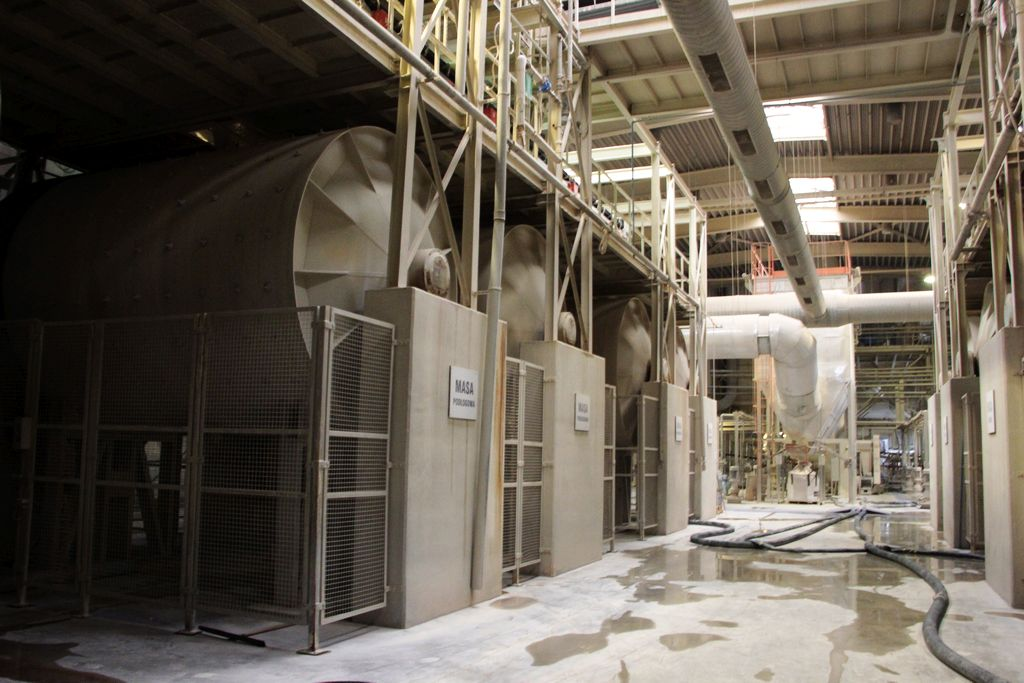
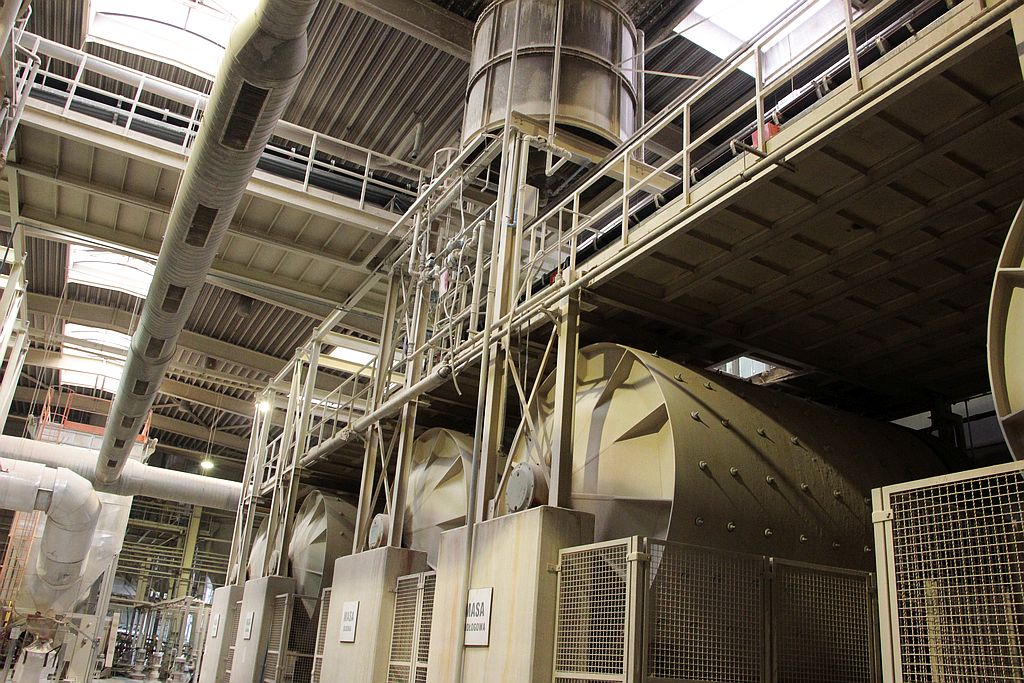